# Suad Šehović
Suad Šehović (serbisch-kyrillisch Суад Шеховић; * 19. Februar 1987 in Bijelo Polje, SR Montenegro) ist ein montenegrinischer Basketballspieler. Šehović gewann in jungen Jahren mit dem bosnischen Verein KK Bosna aus der Hauptstadt Sarajevo je zweimal die nationale Meisterschaft sowie den Pokal. Anschließend wechselte der Nationalspieler 2010 zum slowenischen Verein KK Union Olimpija Ljubljana, mit der er ebenfalls einen nationalen Pokalerfolg feiern konnte. Mit dem BK Budiwelnyk Kiew konnte er in der Saison 2011/12 deren ukrainischen Meistertitel nicht verteidigen. Nach einer Spielzeit bei Chimik Juschne spielt Šehović seit der Saison 2013/14 für den montenegrinischen Meister und Pokalsieger KK Budućnost Podgorica. Sein zwei Jahre jüngerer Bruder Sead Šehović ist ebenfalls montenegrinischer Basketballnationalspieler und ist im deutschsprachigen Raum durch seine Tätigkeit für Vereine der Basketball-Bundesliga etwas bekannter.

## Karriere
Šehović startete seine professionelle Karriere mit 18 Jahren beim bosnischen Meister KK Bosna aus Sarajevo, mit dem er in der Saison 2005/06 den Meistertitel verteidigen konnte. Nach der Finalniederlage gegen HKK Široki Brijeg ein Jahr später holte man sich den Titel in der Saison 2007/08 zurück. Nachdem es anschließend nicht mehr zu Meisterschaftsgewinnen reichte, gewann man aber 2009 den nationalen Pokal und konnte diesen 2010 auch verteidigen. Anschließend wechselte Šehović nach Slowenien zum Meister KK Union Olimpija in der Hauptstadt Ljubljana. Union Olimpija verlor das Meisterschaftsfinale der Saison 2010/11 erneut gegen Titelverteidiger KK Krka Novo mesto, gewann aber den slowenischen Pokalwettbewerb. In der Saison 2011/12 spielte Šehović dann in der Basketball Superliga Ukraine für den ukrainischen Meister BK Budiwelnyk aus der Hauptstadt Kiew, der jedoch seinen Titel nicht verteidigen konnte. Mit dem Ligakonkurrenten BK Chimik aus Juschne konnte er in der folgenden Saison 2012/13 auch keine besonderen Erfolge feiern. Nachdem er in der Herren-Nationalmannschaft bereits 2010 debütiert hatte, nahm er mit der Mannschaft an der EM-Endrunde 2013 in Slowenien teil, wo die montenegrinische Mannschaft nach zwei Vorrundensiegen in fünf Siegen erneut in der Vorrunde ausschied. Anschließend wechselte er zurück in seine montenegrinische Heimat zum dominierenden Verein KK Budućnost aus der Hauptstadt Podgorica, wo bereits sein Bruder erfolgreich gespielt hatte. KK Budućnost hatte jedoch in der Vorsaison in der jungen Geschichte der Eigenstaatlichkeit nach dem verlorenen Pokalfinale erstmals einen nationalen Titel an einen anderen Verein verloren.